# Station Pierre-Buffière
Station Pierre-Buffière is een spoorwegstation in de Franse gemeente Pierre-Buffière.